# 18180 Irenesun
18180 Irenesun este un asteroid din centura principală de asteroizi.

## Descriere
18180 Irenesun este un asteroid din centura principală de asteroizi. A fost descoperit pe 25 august 2000 la Socorro, New Mexico, în cadrul proiectului LINEAR. Asteroidul prezintă o orbită caracterizată de o semiaxă mare de 2,21 ua, o excentricitate de 0,16 și o înclinație de 4,5° în raport cu ecliptica.